# Aglaia coriacea
Aglaia coriacea är en tvåhjärtbladig växtart som beskrevs av Pieter Willem Korthals och Friedrich Anton Wilhelm Miquel. Aglaia coriacea ingår i släktet Aglaia och familjen Meliaceae. Inga underarter finns listade i Catalogue of Life.